# Masernparty
Masernparty bezeichnet die bewusste Zusammenführung gesunder, nicht gegen Masern geimpfter Kinder mit Kindern, die akut an Masern erkrankt sind. Ziel ist die Ansteckung der ungeimpften Kinder mit Masernviren, damit diese die Krankheit durchmachen und in der Folge eine Immunität gegen Masern entwickeln.
Sogenannte German measles parties, zu Deutsch ‚Rötelnpartys‘, waren in den 1950er und 1960er Jahren im angelsächsischen Raum vor der Einführung der Impfung gegen Röteln üblich. Die genaue Entstehungsgeschichte der Masernpartys ist unbekannt und geht möglicherweise auf ein Missverständnis zurück (englisch „German Measles“ vs. „Measles“, zu Deutsch „Röteln“ vs. „Masern“). Masernpartys erlebten Anfang der 2000er Jahre einen Aufschwung, insbesondere in Großbritannien, als die Masern-Mumps-Röteln-Impfung (MMR) fälschlicherweise mit Autismus in Zusammenhang gebracht wurde. Diese Vermutung konnte eindeutig widerlegt werden. Näheres dazu unter Der Fall Wakefield.
Entsprechende Treffen werden auch bei anderen Erkrankungen berichtet, etwa den Windpocken („Pockenparty“).

## Risiken
| Symptom/Erkrankung       | Komplikationsrate bei Masern-Erkrankung | Komplikationsrate nach MMR-Impfung |
| ------------------------ | --------------------------------------- | ---------------------------------- |
| Exanthem                 | 98 %                                    | 5 %, abgeschwächt                  |
| Fieber                   | 98 %, meist hoch                        | 3 % bis 5 %, sehr selten hoch      |
| Fieberkrämpfe            | 7 bis 8 %                               | ≤ 1 %                              |
| Abfall der Blutplättchen | 1/3.000                                 | 1/30.000 bis 1/50.000              |
| Enzephalitis             | 1/1.000 bis 1/10.000                    | 0                                  |
| Letalität                | 1/500 bis 3/1.000                       | 0                                  |

Sogenannte Impfgegner begründen Masernpartys damit, dass Masern eine „harmlose“ Kinderkrankheit seien und dass eine als „natürlich“ bezeichnete Infektion mit „Wildviren“ Vorteile gegenüber der Impfung aufweise. Die Masernerkrankung ist jedoch deutlich riskanter als die Masernimpfung, da nicht selten schwere bleibende Schäden und auch tödliche Verläufe auftreten. Zur Sterblichkeit bei Maserninfektionen gibt es unterschiedliche Angaben. Sie schwanken von 1:1000 (Robert Koch-Institut, Deutschland) über 1:500 (Centers for Disease Control, Vereinigte Staaten) und 3:1000 (ECDC, Europäische Union) bis zu 28 % in Entwicklungsländern. Die häufigste Todesursache sind Lungenentzündungen, die in durchschnittlich 6 % der Krankheitsfälle als Komplikation auftreten. Bei 0,1 % der Infizierten kommt es zu einer Hirnentzündung, die bei ca. 40 % der daran Erkrankten bleibende Hirnschäden zur Folge hat. Ferner kann die infaust verlaufende subakute sklerosierende Panenzephalitis (SSPE) bei Jugendlichen und Kindern auftreten, wenn sie vor ihrem zweiten Lebensjahr an Masern erkranken. Beispielsweise ist im Juni 2013 ein vierzehnjähriger Junge an dieser Spätkomplikation gestorben, da er als Säugling im Wartezimmer eines Kinderarztes durch einen elfjährigen masernerkrankten Jungen infiziert wurde, dessen Eltern die Masernimpfung ihres Sohnes abgelehnt hatten.

## Rechtliche Aspekte
Nach deutschem Recht erfüllt das vorsätzliche Beibringen von Krankheitserregern – also auch von Masernviren – den Tatbestand der gefährlichen Körperverletzung „durch Beibringung von gesundheitsschädlichen Stoffen“ (§ 224 Absatz 1 Nr. 1 Variante 2 StGB) oder der versuchten gefährlichen Körperverletzung; treten durch Komplikationen bleibende Schäden ein, kann es sich um schwere Körperverletzung handeln. Tritt der Tod ein, ist eine fahrlässige Tötung, insbesondere aufgrund der bekannten Gefährlichkeit von Masernpartys, anzunehmen, eventuell auch eine Körperverletzung mit Todesfolge.
Zur Frage, ob sich die Erziehungsberechtigten eines Kindes strafbar machen, wenn sie ihr Kind absichtlich mit Masern infizieren, um es zu immunisieren („Kindeswohlgefährdung“), existieren bisher keine veröffentlichten Gerichtsentscheidungen.
In einer in der Literatur vertretenen Meinung machen sich die Eltern in diesem Fall nach §§ 223 Abs. 1, § 224 Abs. 1 Nr. 1 Alt. 2 StGB strafbar. Ob darüber hinaus eine Strafbarkeit wegen § 224 Abs. 1 Nr. 5 StGB (lebensgefährdende Behandlung) vorliegt, ist umstritten, da es möglicherweise am Vorsatz scheitert, was jedoch im Hinblick auf die hohe Wahrscheinlichkeit von Komplikationen fragwürdig ist. Eine Einwilligung der Eltern im Hinblick auf das Personensorgerecht (§§ 1626, 1629 Abs. 1 BGB) ist unwirksam, da es um Entscheidungen geht, die existentieller Natur sind, und damit unvertretbar. Im Übrigen ist hierbei zu berücksichtigen, dass eine solche Einwilligung sittenwidrig wäre, da Masernimpfungen kaum Risiken mit sich bringen, während mit einer Masernerkrankung die Gefahr des Todes einhergeht. Neben der gefährlichen Körperverletzung kommt je nach Verlauf darüber hinaus eine Bestrafung wegen schwerer Körperverletzung (§ 226 StGB) und im Falle des Todes eine Bestrafung wegen Körperverletzung mit Todesfolge (§ 227 StGB) in Frage. Eine Strafbarkeit wegen Verletzung der Fürsorge- oder Erziehungspflicht würde möglicherweise an der fehlenden böswilligen Vernachlässigung der Fürsorgepflicht scheitern, falls Eltern eine solche Maßnahme gutheißen, weil sie diese aus Uninformiertheit irrtümlich für die schonendste halten. Eine solche Strafbarkeit würde jedoch wieder aufleben, wenn Eltern die Risiken kennen oder sie trotz intensiver Symptomatiken nach einer Ansteckung keinen Arzt konsultierten.
Der Nachweis der Viren, der Verdacht auf eine Erkrankung, eine tatsächliche Infektion und der Tod durch Masern sind in Deutschland nach § 6 Absatz 1 Nr. 1 Buchstabe h des Infektionsschutzgesetzes meldepflichtig. In der medizinischen Literatur wird vertreten, dass Masernpartys deshalb für Behandler nach den §§ 74, 75 IfSG strafbar sein könnten, mit den gleichen Gesetzen wird in der juristischen Literatur die Strafbarkeit des Arztes begründet.
In Österreich kommt für eine absichtliche Herbeiführung einer Infektion eine Strafbarkeit wegen vorsätzlicher (allenfalls absichtlicher) schwerer Körperverletzung gem. §§ 83–87 StGB, sowie wegen vorsätzlicher Gefährdung von Menschen durch übertragbare Krankheiten nach § 178 StGB in Betracht. Dies gilt sowohl für jene Eltern, welche ihr masernkrankes Kind als Ansteckungsquelle zur Verfügung stellen, als auch für jene Eltern, die ihr gesundes Kind zur Masernparty bringen.
Nach dem Schweizerischen Strafgesetzbuch kommt eine Strafbarkeit nach Körperverletzung, Verletzung der Fürsorge- und Erziehungspflicht und Verbreiten menschlicher Krankheiten, wobei letzteres allerdings ein Handeln „aus gemeiner Gesinnung“ voraussetzt, in Betracht.